# Slittino ai XXI Giochi olimpici invernali - Singolo maschile
La gara singolo maschile di slittino ai XXI Giochi olimpici invernali si è disputata tra il 13 e il 14 febbraio presso il Whistler Sliding Centre, a Whistler.
In seguito alla morte nelle prove dello slittinista georgiano Nodar Kumarit'ashvili, la partenza è stata spostata qualche metro più in basso, al livello della partenza della gara femminile e del doppio, per ridurre la velocità degli atleti.
La gara è stata vinta dal due volte campione mondiale tedesco Felix Loch, che ha segnato il miglio tempo in tutte e 4 le discese; secondo è arrivato l'altro tedesco David Möller, mentre al terzo posto si è classificato il campione olimpico uscente Armin Zöggeler.

## Record
I record della pista sono i seguenti:
| Tipo     | Data             | Atleta                     | Tempo  |
| -------- | ---------------- | -------------------------- | ------ |
| Partenza | 21 febbraio 2009 | Andi Langenhan ( Germania) | 3"541  |
| Pista    | 21 febbraio 2009 | Felix Loch ( Germania)     | 46"808 |

## Atleti qualificati
Gli atleti iscritti alla gara sono:
- Tony Benshoof  Stati Uniti
- Jeff Christie  Canada
- Ian Cockerline  Canada
- Valentin Crețu  Romania
- Al'bert Demčenko  Russia
- Samuel Edney  Canada
- Stepan Fëdorov  Russia
- Thomas Girod  Francia
- Rubén González  Argentina
- Levan Gureshidze  Georgia

- Stefan Höhener  Svizzera
- Jakub Hyman  Rep. Ceca
- Ondřej Hyman  Rep. Ceca
- Peter Iliev  Bulgaria
- Shiva Keshavan  India
- Wolfgang Kindl  Austria
- Inārs Kivlenieks  Lettonia
- Viktor Knejb  Russia
- Nodar Kumarit'ashvili (†12 febbraio 2010)  Georgia
- Maciej Kurowski  Polonia

- Andi Langenhan  Germania
- Lee Yong  Corea del Sud
- Felix Loch  Germania
- Ma Chih-hung  Taipei cinese
- Bogdan Macovei  Moldavia
- David Mair  Italia
- Chris Mazdzer  Stati Uniti
- David Möller  Germania
- Jozef Ninis  Slovacchia
- Takahisi Oguchi  Giappone

- Ivan Papukchiev  Bulgaria
- Daniel Pfister  Austria
- Manuel Pfister  Austria
- Domen Pociecha  Slovenia
- Reinhold Rainer  Italia
- Guntis Rēķis  Lettonia
- Adam Rosen  Gran Bretagna
- Mārtiņš Rubenis  Lettonia
- Bengt Walden  Stati Uniti
- Armin Zöggeler  Italia

## Risultati[3]
| Pos | #  | Atleta           | Nazione       | Run 1        | Run 2        | Run 3        | Run 4        | Totale   | Distacco |
| --- | -- | ---------------- | ------------- | ------------ | ------------ | ------------ | ------------ | -------- | -------- |
|     | 3  | Felix Loch       | Germania      | 7"016 48"168 | 7"060 48"402 | 6"983 48"344 | 7"000 48"171 | 3'13"085 | 0"000    |
|     | 6  | David Möller     | Germania      | 7"043 48"341 | 7"055 48"511 | 7"016 48"582 | 6"999 48"330 | 3'13"764 | +0"679   |
|     | 8  | Armin Zöggeler   | Italia        | 7"099 48"473 | 7"092 48"529 | 7"078 48"914 | 7"079 48"459 | 3'14"375 | +1"290   |
| 4   | 10 | Al'bert Demčenko | Russia        | 7"178 48"590 | 7"144 48"579 | 7"098 48"769 | 7"085 48"467 | 3'14"405 | +1"320   |
| 5   | 12 | Andi Langenhan   | Germania      | 7"062 48"629 | 7"027 48"658 | 6"995 48"869 | 6"985 48"473 | 3'14"629 | +1"544   |
| 6   | 7  | Daniel Pfister   | Austria       | 7"111 48"583 | 7"118 48"707 | 7"087 48"883 | 7"076 48"553 | 3'14"726 | +1"641   |
| 7   | 17 | Samuel Edney     | Canada        | 7"171 48"754 | 7"088 48"793 | 7"047 48"920 | 7"031 48"373 | 3'14"840 | +1"755   |
| 8   | 5  | Tony Benshoof    | Stati Uniti   | 7"143 48"657 | 7"146 48"747 | 7"107 49"010 | 7"031 48"714 | 3'15"128 | +2"043   |
| 9   | 9  | Wolfgang Kindl   | Austria       | 7"150 48"707 | 7"151 48"755 | 7"124 49"080 | 7"099 48"553 | 3'15"525 | +2"130   |
| 10  | 21 | Manuel Pfister   | Austria       | 7"184 48"677 | 7"194 48"835 | 7"159 49"064 | 7"122 48"693 | 3'15"269 | +2"184   |
| 11  | 20 | Mārtiņš Rubenis  | Lettonia      | 7"194 48"818 | 7"172 48"831 | 7"159 49"064 | 7"133 48"809 | 3'15"668 | +2"583   |
| 12  | 15 | Viktor Knejb     | Russia        | 7"170 48"899 | 7"139 48"862 | 7"097 49"224 | 7"085 48"747 | 3'15"272 | +2"647   |
| 13  | 1  | Chris Mazdzer    | Stati Uniti   | 7"128 48"811 | 7"161 48"963 | 7"112 49"223 | 7"078 48"816 | 3'15"813 | +2"726   |
| 14  | 19 | Jeff Christie    | Canada        | 7"128 48"881 | 7"155 48"904 | 7"109 49"308 | 7"088 48"730 | 3'15"623 | +2"738   |
| 15  | 13 | Bengt Walden     | Stati Uniti   | 7"164 49"002 | 7"137 48"865 | 7"118 49"323 | 7"125 48"794 | 3'15"984 | +2"899   |
| 16  | 22 | Adam Rosen       | Gran Bretagna | 7"191 48"896 | 7"214 49"005 | 7"229 49"259 | 7"133 48"856 | 3'16"016 | +2"931   |
| 17  | 11 | David Mair       | Italia        | 7"148 48"978 | 7"150 48"989 | 7"105 49"367 | 7"119 48"845 | 3'16"199 | +3"114   |
| 18  | 35 | Inārs Kivlenieks | Lettonia      | 7"148 48"960 | 7"150 49"065 | 7"113 49"259 | 7"062 48"920 | 3'18"204 | +3"114   |
| 19  | 18 | Stepan Fëdorov   | Russia        | 7"233 49"214 | 7"138 48"859 | 7"091 49"123 | 7"098 49"021 | 3'16"217 | +3"312   |
| 20  | 24 | Ian Cockerline   | Canada        | 7"180 49"033 | 7"185 49"132 | 7"135 49"297 | 7"100 48"871 | 3'16"243 | +3"158   |
| 21  | 4  | Reinhold Rainer  | Italia        | 7"260 48"846 | 7"306 49"065 | 7"256 49"416 | 7"256 49"007 | 3'16"334 | +3"349   |
| 22  | 23 | Thomas Girod     | Francia       | 7"186 49"077 | 7"210 49"192 | 7"150 49"294 | 7"136 49"157 | 3'16"850 | +3"765   |
| 23  | 30 | Maciej Kurowski  | Polonia       | 7"349 49"427 | 7"182 49"200 | 7"173 49"361 | 7"162 49"039 | 3'17"027 | +3"942   |
| 24  | 14 | Jozef Ninis      | Slovacchia    | 7"233 49"196 | 7"210 49"153 | 7"165 49"643 | 7"156 49"039 | 3'17"414 | +4"029   |
| 25  | 33 | Ondřej Hyman     | Rep. Ceca     | 7"152 49"284 | 7"128 49"346 | 7"103 49"512 | 7"092 49"247 | 3'17"389 | +4"304   |
| 26  | 36 | Guntis Rēķis     | Lettonia      | 7"222 49"275 | 7"195 49"625 | 7"146 49"476 | 7"171 49"071 | 3'17"447 | +4"362   |
| 27  | 29 | Domen Pociecha   | Slovenia      | 7"299 49"340 | 7"291 49"457 | 7"286 49"587 | 7"262 49"362 | 3'17"746 | +4"661   |
| 28  | 27 | Jakub Hyman      | Rep. Ceca     | 7"226 49"379 | 7"235 49"726 | 7"202 49"465 | 7"186 49"231 | 3'17"801 | +4"716   |
| 29  | 37 | Shiva Keshavan   | India         | 7"303 49"561 | 7"311 49"529 | 7"265 49"597 | 7"253 49"786 | 3'18"473 | +5"388   |
| 30  | 16 | Takahisa Oguchi  | Giappone      | 7"366 49"542 | 7"287 49"780 | 7"269 49"818 | 7"254 49"903 | 3'19"043 | +5"958   |
| 31  | 34 | Valentin Crețu   | Romania       | 7"299 49"726 | 7"276 50"224 | 7"260 49"931 | 7"281 49"594 | 3'19"475 | +6"390   |
| 32  | 2  | Stefan Höhener   | Svizzera      | 7"143 48"728 | 7"172 53"838 | 7"142 49"559 | 7"092 48"713 | 3'20"838 | +7"753   |
| 33  | 32 | Bogdan Macovei   | Moldavia      | 7"373 50"425 | 7"362 50"175 | 7"299 49"931 | 7"386 50"331 | 3'21"354 | +8"269   |
| 34  | 31 | Ma Chih-hung     | Taipei cinese | 7"442 50"318 | 7"410 50"460 | 7"474 51"090 | 7"451 50"494 | 3'22"362 | +9"277   |
| 34  | 25 | Peter Iliev      | Bulgaria      | 7"338 50"348 | 7"272 50"701 | 7"250 50"921 | 7"351 50"428 | 3'22"398 | +9"313   |
| 36  | 26 | Lee Yong         | Corea del Sud | 7"430 50"549 | 7"386 50"607 | 7"397 51"012 | 7"358 51"128 | 3'23"296 | +10"211  |
| 37  | 28 | Ivan Papukchiev  | Bulgaria      | 7"527 50"932 | 7"428 50"909 | 7"343 51"105 | 7"323 50"386 | 3'23"332 | +10"247  |
| 38  | 39 | Rubén González   | Argentina     | 7"567 52"540 | 7"549 52"155 | 7"601 52"298 | 7"501 51"312 | 3'28"305 | +15"220  |
|     | 38 | Levan Gureshidze | Georgia       |              |              |              |              | DNS      |          |

 DNS: Did Not Start (non partito) 